# Jean Mialet

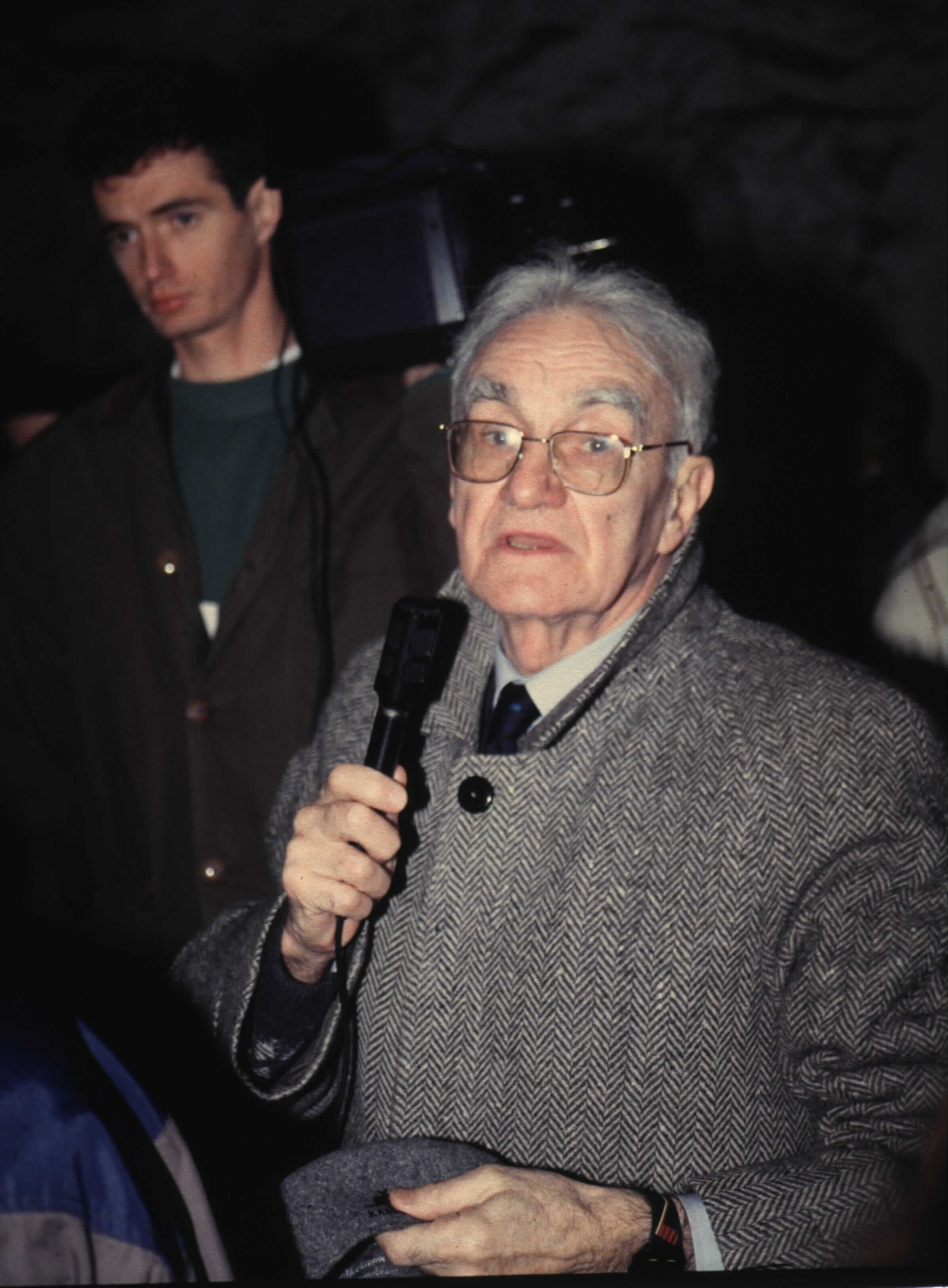
Jean Mialet spricht am 11. April 1995 im A-Stollen von „Mittelbau-Dora“ über die Arbeitsbedingungen

Jean René Jaques Mialet (geboren 3. April 1920 in Saarbrücken, Saargebiet; gestorben 27. November 2006 in Paris) war ein französischer Offizier, Widerstandskämpfer, Überlebender des Konzentrationslagers Mittelbau-Dora, hoher Staatsbeamter im Umfeld von General de Gaulle und Richter am französischen Rechnungshof.

## Leben vor und während des Zweiten Weltkrieges
Jean Mialet war der Sohn von Colonel Antony Mialet und Mme Renée Mialet, geb. Bureau. Er besuchte das Lycée francais in Mainz sowie die Lycées Pothier in Orléans und Blaise-Pascal in Clermont-Ferrand. Er studierte an der Faculté de Droit der Universität Toulouse (Université de Toulouse (ancienne)) und schloss die Studien ab mit dem „Diplômé d’études supérieures de droit civil, d’économie politique et de sciences économiques“. Mialet begann seine militärische Ausbildung 1942 an der Militärschule Saint-Cyr; bis 1955 war er aktiver Offizier.

### Häftling in den Konzentrationslagern Buchenwald und Mittelbau-Dora
Im Juli 1943 wurde Mialet als Mitglied der Résistance verhaftet, im Konzentrations- und Durchgangslager Roayllieu bei Compiègne interniert und im September 1943 in das KZ Buchenwald deportiert. Am 17. Oktober 1943 überstellte ihn die Lager SS zusammen mit 650 Kameraden in das gerade entstehende KZ Mittelbau-Dora. Das „Kommando Geheimwaffen“ trug die Nummernserie 21000; von ihnen überlebten nur Wenige. Bis im März 1944 das Barackenlager erstellt war, blieben alle Häftlinge in den Tunnels, untergebracht in den sogenannten Schlafstollen 44–45. Sie hatten nicht nur Hunger, Durst und extrem mangelnde Hygienebedingungen zu erleiden, sondern mussten auch den alles durchdringenden Gesteinsstaub und den Tag und Nacht tosenden Lärm der Bohrhämmer ertragen. Es war diesen Häftlingen bewusst und es war ihnen auch so gesagt worden, dass sie das Konzentrationslager wegen der Geheimhaltung der V1 und V2-Waffenproduktion nicht lebend verlassen würden. Quälend war auch das Wissen darum, dass diese übermodernen Waffen gegen die Alliierten eingesetzt, schwere Opfer fordern und den Krieg verlängern würden. Im April 1945 gelangte er schließlich mit einem der Todesmärsche in das KZ Bergen-Belsen, wo er am 15. April 1945 befreit wurde. Es brauchte sieben Jahre, bis er sich völlig von der körperlichen Auszehrung erholt hatte.

## Leben nach dem Krieg
Am 4. Juli 1947 heiratete Mialet Colette Contensou; das Ehepaar hatte drei Kinder: Elisabeth, Olivier und Etienne. Er studierte von 1953 bis 1955 an der Elitehochschule École Nationale d’Administration(ENA), danach trat in den Dienst des Ministeriums der Finanzen. 1957 wurde er zum Generalsekretariat der Communauté française (Französische Union sowie der afrikanischen und madegassischen Angelegenheiten) abgeordnet, 1959 zu dessen Leiter ernannt. 1960 holte General de Gaulle ihn in das Generalsekretariat des Präsidenten der Republik. Von 1962 bis zu seinem Ausscheiden aus dem aktiven Dienst am 24. Januar 1990 gehörte er dem französischen Rechnungshof (Cour des Comptes) als Richter an. In dieser Zeit nahm er ehrenamtliche Funktionen wahr: Mitglied des „Nationalrates de liaison défense-armée-nation“ 1976, Präsident des Verwaltungsrates des Musée de l’Armée von 1984 bis 1989, Verwalter der „Institution nationale des invalides“ 1992 und Präsident des „Institut national d’études démographiques“ von 1978 bis 1983.
1990 bis 2006 war er Vorsitzender des Häftlingsbeirates der KZ-Gedenkstätte Mittelbau-Dora. Von 1993 an war er Präsident des „Eurocomités Dora, Ellrich, Harzungen et Kommandos annexes“.

## Ehrungen
- Ehrenbürger der Stadt Nordhausen (2. Oktober 1999)
- Kommandeur der Ehrenlegion
- Kriegsverdienstkreuz 1939–1945
- Ehrenmedaille der deportierten Widerstandskämpfer

## Veröffentlichungen
- Jean Mialet: L’aide ou la bombe. Paris 1965
- Jean Mialet & Jean Schlumberger: Le Moral des troupes (1962–1986). Paris 1991
- Jean Mialet: Le Déporté. La Haine et le Pardon. Paris 1991; Ders.: Hass und Vergebung. Bericht eines Deportierten. Berlin 2006